# Караківська залізниця
Караківська гілка — перша ширококолійна під'їзна колія в промзону міста Мирноград до капітальних шахт. Названа на честь дублюючого найменування села Новоеконмічне — Каракове, на землях якого знаходився Новоекономічний рудник Донецько-Грушівського товариства, до якого і споруджувалася дана під'їзна колія.
Історична довідка

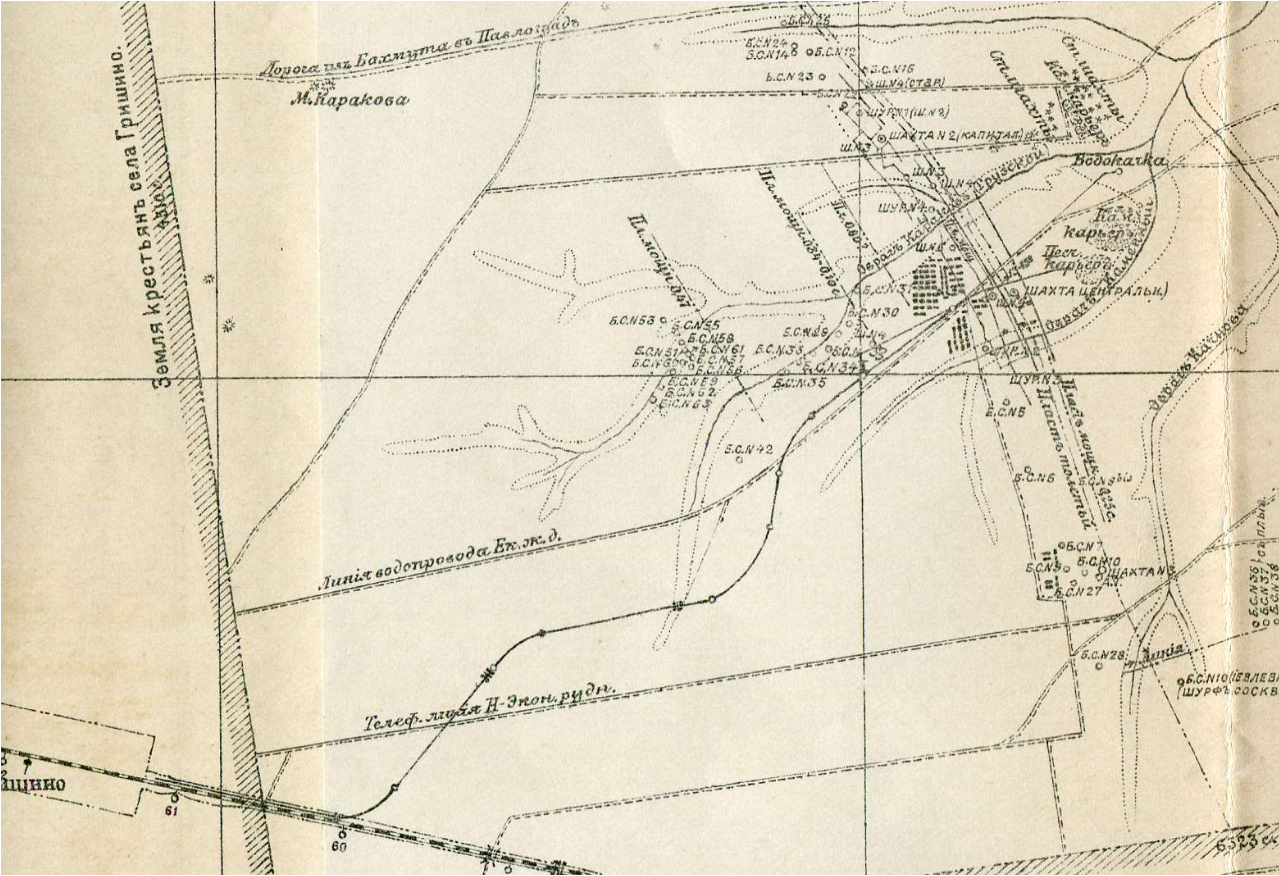
Караківська гілка на плані Новоекономічного рудника Донецько-Грушівського товариства, 1914 рік

Необхідність будівництва залізниці загального користування від станції Гришине (тепер Покровськ) до родовища вугілля в північній частині міста Мирноград було вперше визнано у 1911 році одразу обома відомствами, які не залежали одне від одного. Ініціаторами відповідних клопотань на різних рівнях державної бюрократичної машини були: начальник Катерининської залізниці К. М. Ваніфант'єв, Рада З'їзду гірничопромисловців півдня Росії, власник Григоріївського рудника генерал-майор В. С. Токайшвілі. Тоді було запропоноване будівництво тупикової під'їзної колії до останнього рудника в Липовій балці протяжністю 15 верст через землі селян Новоекономічного. Цей проект відомий як «Григоріївська під'їзна лінія», — за старим найменуванням села Разіне (Григоріївка) і, власне, рудника.
В 1912 році правління акціонерного товариства Північно-Донецької залізниці розробило проект системи залізниць у загальному напрямі Краматорська — Гришине — Рутченкове. Один із варіантів траси проектованої залізниці на ділянці від Краматорської до Гришиного передбачав проходження магістралі через Казенноторське (нині — Шахове Добропільського району) із перетинанням мостом річки Казенний Торець північніше села Новоекономічне. Окрім Краматорської, передбачалося обладнання виходу із Новоекономічного на станцію Дружківка. Тобто, Григоріївська під'їзна лінія мала поєднатися із Південними залізницями, а також головною лінією Північно-Донецької залізниці через Краматорську, шляхом добудування п'яти черг лінії.
Втім, у 1911—1912 роках на землі селян Новоекономічного прийшли представники Донецько-Грушівського товариства кам'яновугільних і антрацитових копалень, які заклали тут капітальний Новоекономічний рудник. У 1913 році товариству Північно-Донецької залізниці було надано… і майже одразу — анульовано концесію на будівництво нових залізниць у Гришинському вугленосному районі. То ж, проект магістральної залізниці через землі селян Новоекономічного в таких умовах не міг бути реалізований.
Для нових господарів надр на території громади села Новоекономічне питання обладнання адекватних під'їзних шляхів до капітального рудника було вкрай важливим, оскільки гужова доставка на станцію Гришине обходилася дорого, і не могла забезпечити вихід шахт на проектну продуктивність, а будівництво шосейних доріг у Гришинському вугленосному районі до 1917 року не планувалося. Питання «продовження виробництва» на Новоекономічному руднику вирішувалося поетапно. На першому етапі, в 1912—1913 роках, проходили процедури відчуження землі під вузькоколійку із кінною тягою («дековілевську колію», — за прізвищем інженера П. Декавіля, який запропонував систему легких польових вузькоколійок із шириною колії 500 мм), і власне будівництво вузькоколійки. На цьому проміжному варіанті зв'язку рудника зі станцією Гришине зупинилися по двом причинам: простота процедури відчуження землі під вузькоколійку, а також необхідність швидкого обладнання під'їзних шляхів, оскільки перші шахти рудника вже почали давати вугілля.
В 1914 році рудникова вузькоколійка Новоекономічного рудника була перешита на широку колію (1520 мм). У документах Донецько-Грушівського акціонерного товариства цей проект носить назву «Караківська гілка». Проект унаслідував дублюючу назву села Новоекономічне (Каракове), яке дало назву руднику означеного товариства, а після революції 1917—1921 років — місту в північній частині сучасного Мирнограда. Така ж сама назва була у кінцевої станції під'їзної колії — Каракове, яку передбачали як тарифний роздільний пункт. Під час будівництва відбувалися процедури примусового відчуження землі під залізницю, всього було відчужено до 60 десятин землі. Остання будувалася (тобто, перешивалася) за полегшеними технічними умовами: максимальний ухил — 10 ‰, мінімальний радіус закруглення — 200 сажнів. Загальна протяжність гілки — близько 8 верст, із них 7,3 верст — перегін. Загальна довжина станційних колій — 3,9 верст. Будівельна вартість залізниці обчислювалася в 194 тис. крб., тобто 24,25 тис. крб. на версту. Для порівняння: залізниця Гришине — Добропілля (29 верст), яку зводили в 1914—1916 роках, мала орієнтовну будівельну вартість 1,06 млн крб., або 36,5 тис. крб. на версту.
Як і очікували проектувальники Караківської гілки, остання окупила себе вже в перший рік експлуатації. Якщо на 1913 рік на Новоекономічному руднику, який було обладнано вузькоколійкою на станцію Гришине, було встановлено видобувну здатність 10 млн пудів вугілля за рік, то на 1917 рік — вже 20 млн пудів. Видобуток на руднику в 1913 році склав 3,8 млн пудів, в 1914 році — 5,1 млн пудів, в 1915 році — 10,7 млн пудів, в першій половині 1916 року — 6,4 млн пудів. Слід звернути увагу, що факт перешивки вузькоколійки Новоекономічного рудника на під'їзну колію стандартної ширини сприяв збільшенню в 1915 році продуктивності рудника вдвічі. Наявність під'їзної колії Новоекономічного рудника сприяла досягненню високих показників вантажної роботи станції Гришине в перші роки після завершення активної фази бойових дій в Донбасі в рамках революції 1917—1921 років. Так, в 1923-24 господарчий рік відправлення вугілля по станції Гришине склало майже 159 тис. т, що в 1,9 раз вище, аніж у 1913 році.
Існував Караківською гілкою і пасажирський рух. Упровадження пасажирського сполучення Красноармійське (Покровськ) — Новоекономічний рудник у 1947 році було пов'язано із низкою нещасних випадків на залізничному транспорті, в тому числі — із летальними випадками. Справа в тому, що до середини ХХ століття не було обладнане шосе від Красноармійського до Новоекономічного, і як наслідок — між двома населеними пунктами було відсутнє рейсове автобусне або регулярне автомобільне сполучення. В осіннє та весняне бездоріжжя ґрунтовки ставали взагалі непроїжджими, і рух ними майже припинявся. На той момент у Новоекономічному проживало 25 тис. мешканців, і багато з них працювали в Красноармійському. То ж люди їздили на вантажних платформах, у вагонах із вугіллям, — звідти і травми. Виконком Красноармійської райради доручив транспортному цеху вантажно-транспортного управління тресту «Красноармійськвугілля» організувати прийом додаткових паровозів і пасажирських вагонів від Південно-Донецької залізниці, а після закінчення прийому — відкрити пасажирське сполучення по шахтної гілці Красноармійське — Новоекономічне.
Мешканці Мирнограда згадують цей потяг таким чином. До 1961 року у складі приміського потягу ходив паровоз із двома вагонами. Вагони були довоєнного зразка з маленькими майже квадратними віконцями і з жорсткими дерев'яними сидіннями. У 1961 році промислова залізниця на Новоекономічний рудник перейшла на баланс Донецької залізниці, і склад потягу було скорочено до 1 вагону. Ходив потяг по даному маршруту до 1965 року, тобто до початку регулярного руху автобусів. Зупинка в Новоекономічному, згідно із даними краєзнавця С. П. Луковенко, була навпроти їдальні № 12. Маршрут пролягав через зупинний пункт Шаманський (це перед сучасним м'ясокомбінатом). За однією версією, зупинка названа так за прізвищем колійного обхідника. За другою — назва пов'язана із «польським хутором», який раніше розташовувався в цьому районі. І врешті-решт, третя версія — за прізвищем власника двох невеличких шахт в цих місцях. Старожили відзначають, що в останні роки охочих їздити цим поїздом було завжди мало. На привокзальній площі була зупинка вантажних таксі, пристосованих під перевезення пасажирів. Машини ЗІС-157, ЗІЛ-164, ГАЗ-63 були криті брезентом, в кузові стояли дерев'яні лавки. У заднього борту сидів «зазивала» і голосно кричав: «Кому на Рудник?» — тобто, в місто Новоекономічне.
Після передачі під'їзних колій міста Димитров (сучасний Мирноград) на баланс ППЗТ «Димитроввпнтпжтранс» (нині — ТОВ «Вуглепромтранс»), частина Караківської гілки від вхідних стрілок станції Покровськ до району Шаманського «блочку» закрилася. Вантажне сполучення північної частини Мирнограда із Покровськом здійснюється через відомчу станцію Нова (ППЗТ "ТОВ «Вуглепромтранс»), що в північній частині Покровська. Від Нової прокладені під'їзні колії до шахт «Центральна» і «Капітальна» (колишня ім. О.Стаханова), а також інших промислових об'єктів.